# Chico Marx

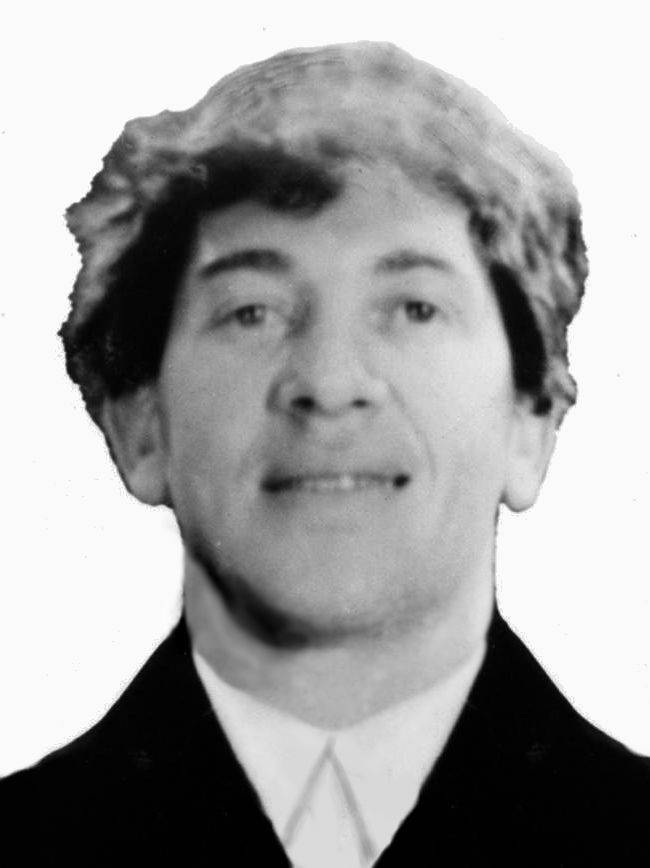
Chico Marx

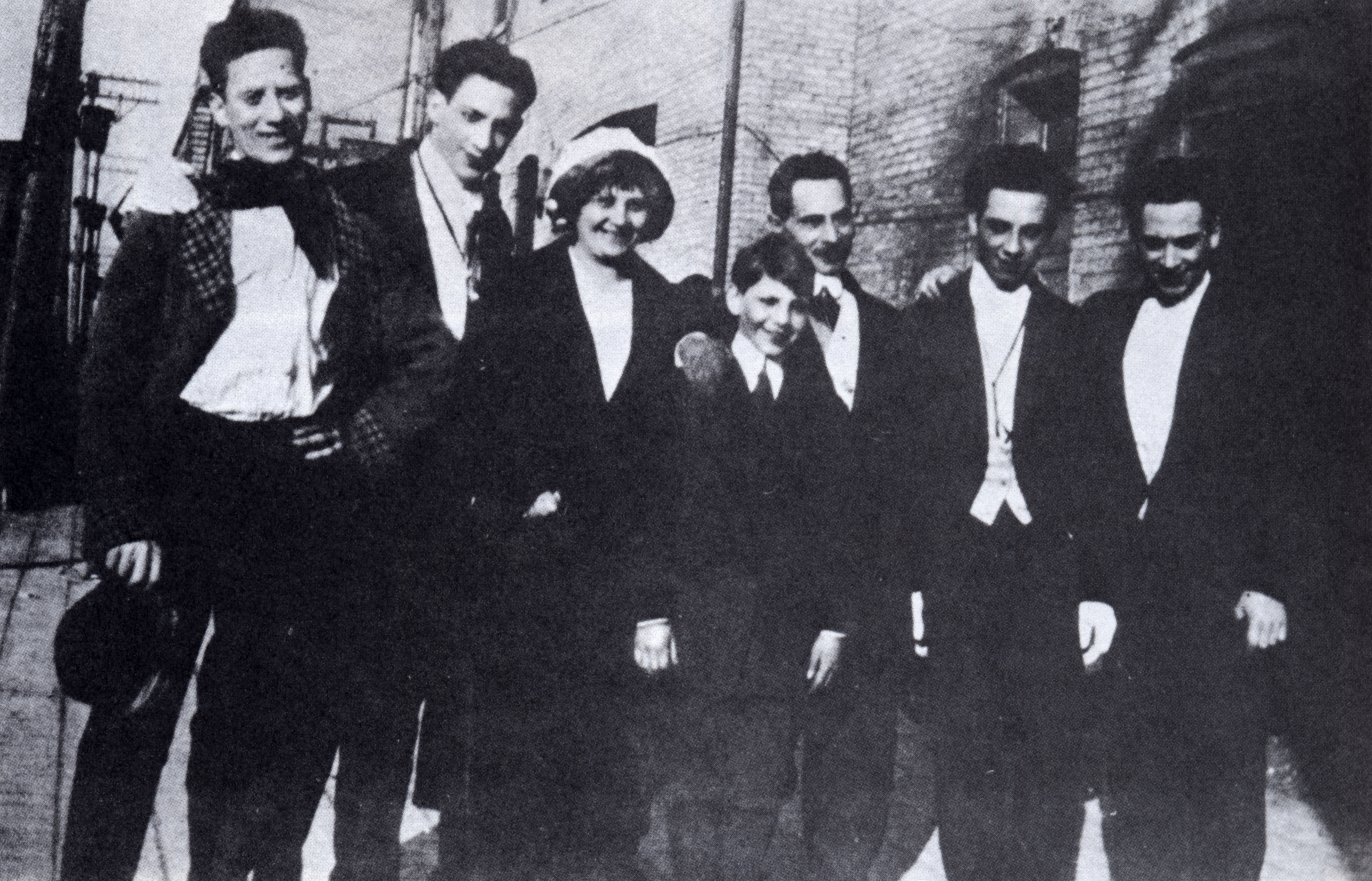
Groucho, Gummo, Minnie (mama), Zeppo, Frenchie (tatăl), Chico şi Harpo. Circa 1913.

Leonard „Chico” Marx (n. 22 martie 1887, New York City, New York, SUA – d. 11 octombrie 1961, Hollywood, California, SUA) a fost un actor american de comedie.
Personajul lui era de obicei un artist slab la minte, dar viclean, aparent de origine rurală italiană, care purta haine ponosite, avea o perucă cu părul în bucle și o pălărie tiroleză.
Fiind primul-născut din cei cinci frați Marx, el a jucat, de asemenea, un rol important în gestionarea și dezvoltarea actoriei, cel puțin în primii ani.
Chico Marx a fost celebru și in lumea muzicală pentru dexteritatea degetului său arătător la pian. Iată ce scrie enciclopedia Wikipedia germană despre acest aspect inedit al lui Chico Marx: „Cântând la pian cu faimoasa sa tehnică „deget-pistol”, a oferit întotdeauna un intermezzo muzical și acrobatic în fiecare dintre cele 13 filme ale Fraților Marx. Tehnica „degetului-pistol” a fost rezultatul faptului că profesorul de pian al lui Chico a cântat cu o mână, în timp ce își folosea cealaltă mână pentru a simula în mare măsură efectele muzicale. Așa a devenit și Chico un pianist în mare măsură de o singură mână, care nu putea face mare lucru cu mâna stȃnga și așa a început să facă glume.”

## Filmografie
Cu Harpo, Groucho și Zeppo:
- Humor Risk (1921)
- Nuci de cocos (1929)
- Biscuiți pentru animale (1930)
- The House That Shadows Built (1931)
- Frații Marx - Agenți secreți (1931)
- Frații Marx la colegiu (1932)
- Supă de rață (1933)

Cu Harpo și  Groucho:
- O noapte la operă (1935)
- O zi la curse (1937)
- Room Service (1938)
- La circ (1939)
- Frații Marx în Vest (1940)
- The Big Store (1941)
- O noapte la Casablanca (1946)
- Love Happy (1949)
- Istoria omenirii (1957)